# Liste des planètes mineures (742001-743000)
Voici la liste des planètes mineures numérotées de 742001 à 743000. Les planètes mineures sont numérotées lorsque leur orbite est confirmée, ce qui peut parfois se produire longtemps après leur découverte. Elles sont classées ici par leur numéro.

## Planètes mineures 742001 à 743000
- (742001) 2006 WD123
- (742002) 2006 WL125
- (742003) 2006 WA126
- (742004) 2006 WT127
- (742005) 2006 WC133
- (742006) 2006 WB134
- (742007) 2006 WT136
- (742008) 2006 WY137
- (742009) 2006 WE142
- (742010) 2006 WS144
- (742011) 2006 WH145
- (742012) 2006 WU148
- (742013) 2006 WS153
- (742014) 2006 WF155
- (742015) 2006 WF164
- (742016) 2006 WW170
- (742017) 2006 WC179
- (742018) 2006 WE182
- (742019) 2006 WT183
- (742020) 2006 WA188
- (742021) 2006 WW206
- (742022) 2006 WL210
- (742023) 2006 WY210
- (742024) 2006 WZ211
- (742025) 2006 WO212
- (742026) 2006 WX212
- (742027) 2006 WZ213
- (742028) 2006 WL217
- (742029) 2006 WM219
- (742030) 2006 WH224
- (742031) 2006 WS224
- (742032) 2006 WF226
- (742033) 2006 WB227
- (742034) 2006 WJ230
- (742035) 2006 WH236
- (742036) 2006 XL5
- (742037) 2006 XN10
- (742038) 2006 XP19
- (742039) 2006 XC34
- (742040) 2006 XK36
- (742041) 2006 XM52
- (742042) 2006 XE74
- (742043) 2006 XX75
- (742044) 2006 XL76
- (742045) 2006 XO76
- (742046) 2006 XP77
- (742047) 2006 XD79
- (742048) 2006 XO81
- (742049) 2006 XP81
- (742050) 2006 YU20
- (742051) 2006 YY23
- (742052) 2006 YR29
- (742053) 2006 YK33
- (742054) 2006 YP36
- (742055) 2006 YT44
- (742056) 2006 YX56
- (742057) 2006 YE57
- (742058) 2006 YA58
- (742059) 2006 YF59
- (742060) 2006 YP59
- (742061) 2006 YX60
- (742062) 2006 YP61
- (742063) 2006 YZ61
- (742064) 2006 YQ62
- (742065) 2006 YV65
- (742066) 2006 YR67
- (742067) 2007 AJ11
- (742068) 2007 AD19
- (742069) 2007 AM19
- (742070) 2007 AS19
- (742071) 2007 AY31
- (742072) 2007 AA32
- (742073) 2007 AN32
- (742074) 2007 AT32
- (742075) 2007 AB33
- (742076) 2007 AL33
- (742077) 2007 AS33
- (742078) 2007 AL34
- (742079) 2007 AA35
- (742080) 2007 AE36
- (742081) 2007 AE37
- (742082) 2007 AX37
- (742083) 2007 AA38
- (742084) 2007 BX23
- (742085) 2007 BQ27
- (742086) 2007 BY40
- (742087) 2007 BU50
- (742088) 2007 BF51
- (742089) 2007 BQ53
- (742090) 2007 BB59
- (742091) 2007 BS81
- (742092) 2007 BE88
- (742093) 2007 BK91
- (742094) 2007 BE93
- (742095) 2007 BU101
- (742096) 2007 BL103
- (742097) 2007 BX103
- (742098) 2007 BU104
- (742099) 2007 BX104
- (742100) 2007 BY105
- (742101) 2007 BN106
- (742102) 2007 BL107
- (742103) 2007 BM107
- (742104) 2007 BN107
- (742105) 2007 BE110
- (742106) 2007 BL112
- (742107) 2007 BB114
- (742108) 2007 BR114
- (742109) 2007 BK117
- (742110) 2007 BM117
- (742111) 2007 BD119
- (742112) 2007 BD120
- (742113) 2007 CS12
- (742114) 2007 CV19
- (742115) 2007 CV29
- (742116) 2007 CL58
- (742117) 2007 CB84
- (742118) 2007 DS5
- (742119) 2007 DT12
- (742120) 2007 DZ15
- (742121) 2007 DC18
- (742122) 2007 DQ22
- (742123) 2007 DH29
- (742124) 2007 DB32
- (742125) 2007 DD57
- (742126) 2007 DA74
- (742127) 2007 DR74
- (742128) 2007 DM75
- (742129) 2007 DL85
- (742130) 2007 DX86
- (742131) 2007 DH87
- (742132) 2007 DD102
- (742133) 2007 DE114
- (742134) 2007 DJ114
- (742135) 2007 DN114
- (742136) 2007 DQ119
- (742137) 2007 DN121
- (742138) 2007 DB122
- (742139) 2007 DR122
- (742140) 2007 DU122
- (742141) 2007 DV122
- (742142) 2007 DZ123
- (742143) 2007 DB124
- (742144) 2007 DG125
- (742145) 2007 DS128
- (742146) 2007 DO131
- (742147) 2007 DE133
- (742148) 2007 ET
- (742149) 2007 EQ25
- (742150) 2007 EG28
- (742151) 2007 ES62
- (742152) 2007 EA64
- (742153) 2007 EM78
- (742154) 2007 EJ83
- (742155) 2007 ER87
- (742156) 2007 EK116
- (742157) 2007 ET118
- (742158) 2007 EA119
- (742159) 2007 EE121
- (742160) 2007 EY126
- (742161) 2007 EW151
- (742162) 2007 EY154
- (742163) 2007 EJ158
- (742164) 2007 EE163
- (742165) 2007 EL164
- (742166) 2007 EB185
- (742167) 2007 EE190
- (742168) 2007 EK190
- (742169) 2007 EV198
- (742170) 2007 EO204
- (742171) 2007 EC206
- (742172) 2007 EU212
- (742173) 2007 ER223
- (742174) 2007 EP229
- (742175) 2007 ED230
- (742176) 2007 EJ232
- (742177) 2007 ER232
- (742178) 2007 ES232
- (742179) 2007 EA234
- (742180) 2007 EG235
- (742181) 2007 EW235
- (742182) 2007 EC236
- (742183) 2007 EB243
- (742184) 2007 FU3
- (742185) 2007 FJ4
- (742186) 2007 FO13
- (742187) 2007 FN18
- (742188) 2007 FJ36
- (742189) 2007 FG50
- (742190) 2007 FM50
- (742191) 2007 FM52
- (742192) 2007 FP52
- (742193) 2007 FO54
- (742194) 2007 FW54
- (742195) 2007 FZ54
- (742196) 2007 FY55
- (742197) 2007 FJ57
- (742198) 2007 FK59
- (742199) 2007 FW61
- (742200) 2007 GK9
- (742201) 2007 GN30
- (742202) 2007 GT42
- (742203) 2007 GE65
- (742204) 2007 GJ79
- (742205) 2007 GJ80
- (742206) 2007 HF28
- (742207) 2007 HR38
- (742208) 2007 HS40
- (742209) 2007 HG58
- (742210) 2007 HS70
- (742211) 2007 HX71
- (742212) 2007 HY73
- (742213) 2007 HC79
- (742214) 2007 HF83
- (742215) 2007 HD101
- (742216) 2007 HF101
- (742217) 2007 HZ101
- (742218) 2007 HE102
- (742219) 2007 HN102
- (742220) 2007 HN104
- (742221) 2007 HV105
- (742222) 2007 HU108
- (742223) 2007 HH109
- (742224) 2007 HM109
- (742225) 2007 HF110
- (742226) 2007 HX111
- (742227) 2007 HP112
- (742228) 2007 HL115
- (742229) 2007 JY16
- (742230) 2007 JH19
- (742231) 2007 JX29
- (742232) 2007 JP32
- (742233) 2007 JB39
- (742234) 2007 JW39
- (742235) 2007 JD42
- (742236) 2007 JL42
- (742237) 2007 JZ47
- (742238) 2007 JL49
- (742239) 2007 JO49
- (742240) 2007 KF2
- (742241) 2007 KV8
- (742242) 2007 KO10
- (742243) 2007 KD11
- (742244) 2007 LZ
- (742245) 2007 LW9
- (742246) 2007 LK10
- (742247) 2007 LR15
- (742248) 2007 LG20
- (742249) 2007 LH35
- (742250) 2007 LE39
- (742251) 2007 MV3
- (742252) 2007 MY8
- (742253) 2007 MU18
- (742254) 2007 MJ30
- (742255) 2007 OR1
- (742256) 2007 ON2
- (742257) 2007 OD12
- (742258) 2007 PE11
- (742259) 2007 PT43
- (742260) 2007 PB44
- (742261) 2007 PM47
- (742262) 2007 PO49
- (742263) 2007 QD3
- (742264) 2007 QQ3
- (742265) 2007 QY13
- (742266) 2007 QO18
- (742267) 2007 QP19
- (742268) 2007 QU19
- (742269) 2007 RQ3
- (742270) 2007 RY5
- (742271) 2007 RS14
- (742272) 2007 RA16
- (742273) 2007 RO20
- (742274) 2007 RH25
- (742275) 2007 RH31
- (742276) 2007 RV33
- (742277) 2007 RM36
- (742278) 2007 RY41
- (742279) 2007 RF43
- (742280) 2007 RY43
- (742281) 2007 RY51
- (742282) 2007 RP55
- (742283) 2007 RE60
- (742284) 2007 RG69
- (742285) 2007 RW70
- (742286) 2007 RU85
- (742287) 2007 RZ86
- (742288) 2007 RJ90
- (742289) 2007 RP90
- (742290) 2007 RY98
- (742291) 2007 RQ111
- (742292) 2007 RK112
- (742293) 2007 RQ116
- (742294) 2007 RY119
- (742295) 2007 RF126
- (742296) 2007 RM126
- (742297) 2007 RK128
- (742298) 2007 RY128
- (742299) 2007 RB138
- (742300) 2007 RL144
- (742301) 2007 RB147
- (742302) 2007 RG154
- (742303) 2007 RA157
- (742304) 2007 RJ161
- (742305) 2007 RM161
- (742306) 2007 RV165
- (742307) 2007 RR167
- (742308) 2007 RE174
- (742309) 2007 RB175
- (742310) 2007 RN183
- (742311) 2007 RB184
- (742312) 2007 RT187
- (742313) 2007 RL190
- (742314) 2007 RC194
- (742315) 2007 RK200
- (742316) 2007 RZ200
- (742317) 2007 RO203
- (742318) 2007 RQ205
- (742319) 2007 RQ207
- (742320) 2007 RQ216
- (742321) 2007 RS216
- (742322) 2007 RD222
- (742323) 2007 RQ222
- (742324) 2007 RF232
- (742325) 2007 RN234
- (742326) 2007 RE236
- (742327) 2007 RH240
- (742328) 2007 RU244
- (742329) 2007 RX244
- (742330) 2007 RG246
- (742331) 2007 RW246
- (742332) 2007 RJ247
- (742333) 2007 RE248
- (742334) 2007 RO254
- (742335) 2007 RW254
- (742336) 2007 RJ256
- (742337) 2007 RR258
- (742338) 2007 RY259
- (742339) 2007 RD260
- (742340) 2007 RK261
- (742341) 2007 RP263
- (742342) 2007 RP279
- (742343) 2007 RS289
- (742344) 2007 RG294
- (742345) 2007 RO295
- (742346) 2007 RB302
- (742347) 2007 RT313
- (742348) 2007 RD317
- (742349) 2007 RU318
- (742350) 2007 RQ323
- (742351) 2007 RW325
- (742352) 2007 RU327
- (742353) 2007 RG328
- (742354) 2007 RN330
- (742355) 2007 RS331
- (742356) 2007 RS332
- (742357) 2007 RM333
- (742358) 2007 RQ333
- (742359) 2007 RA334
- (742360) 2007 RZ335
- (742361) 2007 RM337
- (742362) 2007 RF338
- (742363) 2007 RC339
- (742364) 2007 RK339
- (742365) 2007 RQ339
- (742366) 2007 RX339
- (742367) 2007 RL340
- (742368) 2007 RV340
- (742369) 2007 RX340
- (742370) 2007 RA341
- (742371) 2007 RH341
- (742372) 2007 RM341
- (742373) 2007 RC342
- (742374) 2007 RE342
- (742375) 2007 RY342
- (742376) 2007 RG343
- (742377) 2007 RU343
- (742378) 2007 RZ343
- (742379) 2007 RB344
- (742380) 2007 RF345
- (742381) 2007 RU345
- (742382) 2007 RW345
- (742383) 2007 RY346
- (742384) 2007 RJ347
- (742385) 2007 RL347
- (742386) 2007 RV349
- (742387) 2007 RX349
- (742388) 2007 RC350
- (742389) 2007 RW350
- (742390) 2007 RX350
- (742391) 2007 RC351
- (742392) 2007 RM354
- (742393) 2007 RG357
- (742394) 2007 RU357
- (742395) 2007 RJ362
- (742396) 2007 RG363
- (742397) 2007 RK363
- (742398) 2007 RE364
- (742399) 2007 RL364
- (742400) 2007 RA365
- (742401) 2007 RC365
- (742402) 2007 RM366
- (742403) 2007 RH368
- (742404) 2007 SO1
- (742405) 2007 SG5
- (742406) 2007 SV22
- (742407) 2007 SK25
- (742408) 2007 SV25
- (742409) 2007 SG26
- (742410) 2007 SF27
- (742411) 2007 TP3
- (742412) 2007 TM6
- (742413) 2007 TX9
- (742414) 2007 TM17
- (742415) 2007 TS19
- (742416) 2007 TP22
- (742417) 2007 TX23
- (742418) 2007 TY35
- (742419) 2007 TT41
- (742420) 2007 TL42
- (742421) 2007 TJ45
- (742422) 2007 TJ47
- (742423) 2007 TE56
- (742424) 2007 TF62
- (742425) 2007 TN62
- (742426) 2007 TG64
- (742427) 2007 TS71
- (742428) 2007 TC75
- (742429) 2007 TY80
- (742430) 2007 TO81
- (742431) 2007 TU83
- (742432) 2007 TP89
- (742433) 2007 TU90
- (742434) 2007 TM91
- (742435) 2007 TQ108
- (742436) 2007 TY108
- (742437) 2007 TN117
- (742438) 2007 TD119
- (742439) 2007 TD120
- (742440) 2007 TE120
- (742441) 2007 TX121
- (742442) 2007 TR135
- (742443) 2007 TB138
- (742444) 2007 TY146
- (742445) 2007 TB154
- (742446) 2007 TG154
- (742447) 2007 TT155
- (742448) 2007 TJ158
- (742449) 2007 TJ159
- (742450) 2007 TB162
- (742451) 2007 TE162
- (742452) 2007 TU162
- (742453) 2007 TP186
- (742454) 2007 TL188
- (742455) 2007 TT188
- (742456) 2007 TT195
- (742457) 2007 TA196
- (742458) 2007 TR197
- (742459) 2007 TO198
- (742460) 2007 TM201
- (742461) 2007 TZ201
- (742462) 2007 TN204
- (742463) 2007 TE207
- (742464) 2007 TM211
- (742465) 2007 TB219
- (742466) 2007 TD219
- (742467) 2007 TK219
- (742468) 2007 TW223
- (742469) 2007 TA232
- (742470) 2007 TC232
- (742471) 2007 TQ232
- (742472) 2007 TT236
- (742473) 2007 TR238
- (742474) 2007 TT241
- (742475) 2007 TK243
- (742476) 2007 TA248
- (742477) 2007 TK249
- (742478) 2007 TY250
- (742479) 2007 TK252
- (742480) 2007 TH255
- (742481) 2007 TU255
- (742482) 2007 TX257
- (742483) 2007 TE258
- (742484) 2007 TF258
- (742485) 2007 TG259
- (742486) 2007 TN265
- (742487) 2007 TO265
- (742488) 2007 TR267
- (742489) 2007 TV268
- (742490) 2007 TT271
- (742491) 2007 TY272
- (742492) 2007 TD283
- (742493) 2007 TW287
- (742494) 2007 TX288
- (742495) 2007 TU291
- (742496) 2007 TG295
- (742497) 2007 TQ303
- (742498) 2007 TR304
- (742499) 2007 TX308
- (742500) 2007 TT309
- (742501) 2007 TA313
- (742502) 2007 TV315
- (742503) 2007 TY318
- (742504) 2007 TO323
- (742505) 2007 TR329
- (742506) 2007 TS331
- (742507) 2007 TW336
- (742508) 2007 TX339
- (742509) 2007 TW345
- (742510) 2007 TY346
- (742511) 2007 TJ349
- (742512) 2007 TV351
- (742513) 2007 TX357
- (742514) 2007 TQ358
- (742515) 2007 TO359
- (742516) 2007 TZ360
- (742517) 2007 TS365
- (742518) 2007 TN366
- (742519) 2007 TC367
- (742520) 2007 TN375
- (742521) 2007 TR375
- (742522) 2007 TB378
- (742523) 2007 TN384
- (742524) 2007 TK386
- (742525) 2007 TD390
- (742526) 2007 TH395
- (742527) 2007 TE401
- (742528) 2007 TM402
- (742529) 2007 TR422
- (742530) 2007 TS423
- (742531) 2007 TH424
- (742532) 2007 TM425
- (742533) 2007 TE433
- (742534) 2007 TJ438
- (742535) 2007 TO443
- (742536) 2007 TU443
- (742537) 2007 TJ445
- (742538) 2007 TH447
- (742539) 2007 TF450
- (742540) 2007 TE456
- (742541) 2007 TV456
- (742542) 2007 TR457
- (742543) 2007 TL461
- (742544) 2007 TT461
- (742545) 2007 TM463
- (742546) 2007 TW463
- (742547) 2007 TC464
- (742548) 2007 TP464
- (742549) 2007 TR464
- (742550) 2007 TJ465
- (742551) 2007 TL465
- (742552) 2007 TD466
- (742553) 2007 TN466
- (742554) 2007 TS466
- (742555) 2007 TD467
- (742556) 2007 TP468
- (742557) 2007 TX468
- (742558) 2007 TL469
- (742559) 2007 TQ469
- (742560) 2007 TJ470
- (742561) 2007 TO470
- (742562) 2007 TR470
- (742563) 2007 TU470
- (742564) 2007 TZ470
- (742565) 2007 TC473
- (742566) 2007 TX474
- (742567) 2007 TP476
- (742568) 2007 TW476
- (742569) 2007 TP477
- (742570) 2007 TM481
- (742571) 2007 TT481
- (742572) 2007 TA482
- (742573) 2007 TZ483
- (742574) 2007 TZ484
- (742575) 2007 TQ487
- (742576) 2007 TA488
- (742577) 2007 TN489
- (742578) 2007 TO489
- (742579) 2007 TU489
- (742580) 2007 TY490
- (742581) 2007 TC491
- (742582) 2007 TJ491
- (742583) 2007 TP492
- (742584) 2007 TA494
- (742585) 2007 TA496
- (742586) 2007 TF499
- (742587) 2007 TM503
- (742588) 2007 TO503
- (742589) 2007 UU2
- (742590) 2007 UH4
- (742591) 2007 UT7
- (742592) 2007 UP10
- (742593) 2007 UW18
- (742594) 2007 UH30
- (742595) 2007 UU33
- (742596) 2007 UC35
- (742597) 2007 UH36
- (742598) 2007 UT37
- (742599) 2007 UR44
- (742600) 2007 UX45
- (742601) 2007 UE48
- (742602) 2007 UU54
- (742603) 2007 UL60
- (742604) 2007 US61
- (742605) 2007 UO62
- (742606) 2007 UX67
- (742607) 2007 UZ70
- (742608) 2007 UJ75
- (742609) 2007 UH77
- (742610) 2007 UP78
- (742611) 2007 UO84
- (742612) 2007 UQ85
- (742613) 2007 UA93
- (742614) 2007 UR94
- (742615) 2007 UH95
- (742616) 2007 US95
- (742617) 2007 UV96
- (742618) 2007 UU97
- (742619) 2007 UM107
- (742620) 2007 UL109
- (742621) 2007 UL110
- (742622) 2007 UH113
- (742623) 2007 UE117
- (742624) 2007 UP119
- (742625) 2007 UD128
- (742626) 2007 UF132
- (742627) 2007 UZ134
- (742628) 2007 UU138
- (742629) 2007 UZ140
- (742630) 2007 UW144
- (742631) 2007 UV145
- (742632) 2007 UX145
- (742633) 2007 UD146
- (742634) 2007 UG148
- (742635) 2007 UO148
- (742636) 2007 UR148
- (742637) 2007 UF149
- (742638) 2007 UK149
- (742639) 2007 UL149
- (742640) 2007 UN149
- (742641) 2007 UL150
- (742642) 2007 UP150
- (742643) 2007 UE153
- (742644) 2007 UB154
- (742645) 2007 UY155
- (742646) 2007 UA158
- (742647) 2007 UE160
- (742648) 2007 VM1
- (742649) 2007 VN10
- (742650) 2007 VS19
- (742651) 2007 VD22
- (742652) 2007 VF24
- (742653) 2007 VA31
- (742654) 2007 VG31
- (742655) 2007 VU31
- (742656) 2007 VX31
- (742657) 2007 VE41
- (742658) 2007 VK42
- (742659) 2007 VE49
- (742660) 2007 VJ58
- (742661) 2007 VK58
- (742662) 2007 VP59
- (742663) 2007 VR59
- (742664) 2007 VU64
- (742665) 2007 VW66
- (742666) 2007 VC74
- (742667) 2007 VX80
- (742668) 2007 VR86
- (742669) 2007 VH101
- (742670) 2007 VA103
- (742671) 2007 VC103
- (742672) 2007 VF104
- (742673) 2007 VE113
- (742674) 2007 VB115
- (742675) 2007 VD118
- (742676) 2007 VZ135
- (742677) 2007 VX137
- (742678) 2007 VW142
- (742679) 2007 VZ152
- (742680) 2007 VA153
- (742681) 2007 VJ154
- (742682) 2007 VX154
- (742683) 2007 VA155
- (742684) 2007 VT157
- (742685) 2007 VM167
- (742686) 2007 VJ168
- (742687) 2007 VU174
- (742688) 2007 VQ182
- (742689) 2007 VO184
- (742690) 2007 VR186
- (742691) 2007 VO189
- (742692) 2007 VC190
- (742693) 2007 VX193
- (742694) 2007 VU197
- (742695) 2007 VB214
- (742696) 2007 VX221
- (742697) 2007 VK224
- (742698) 2007 VX226
- (742699) 2007 VV233
- (742700) 2007 VX235
- (742701) 2007 VL236
- (742702) 2007 VN236
- (742703) 2007 VG239
- (742704) 2007 VH246
- (742705) 2007 VB247
- (742706) 2007 VP251
- (742707) 2007 VM256
- (742708) 2007 VW256
- (742709) 2007 VK262
- (742710) 2007 VD263
- (742711) 2007 VV266
- (742712) 2007 VV277
- (742713) 2007 VH280
- (742714) 2007 VU282
- (742715) 2007 VT285
- (742716) 2007 VZ285
- (742717) 2007 VQ288
- (742718) 2007 VW289
- (742719) 2007 VF290
- (742720) 2007 VU291
- (742721) 2007 VK292
- (742722) 2007 VZ299
- (742723) 2007 VB300
- (742724) 2007 VK300
- (742725) 2007 VY302
- (742726) 2007 VF303
- (742727) 2007 VM310
- (742728) 2007 VR319
- (742729) 2007 VJ323
- (742730) 2007 VV325
- (742731) 2007 VM327
- (742732) 2007 VP328
- (742733) 2007 VZ336
- (742734) 2007 VE339
- (742735) 2007 VN339
- (742736) 2007 VM340
- (742737) 2007 VB341
- (742738) 2007 VM341
- (742739) 2007 VU342
- (742740) 2007 VB343
- (742741) 2007 VE343
- (742742) 2007 VM343
- (742743) 2007 VV344
- (742744) 2007 VW344
- (742745) 2007 VH345
- (742746) 2007 VN345
- (742747) 2007 VT347
- (742748) 2007 VG349
- (742749) 2007 VY349
- (742750) 2007 VB350
- (742751) 2007 VS350
- (742752) 2007 VA351
- (742753) 2007 VZ351
- (742754) 2007 VT352
- (742755) 2007 VT355
- (742756) 2007 VU355
- (742757) 2007 VT356
- (742758) 2007 VT359
- (742759) 2007 VR360
- (742760) 2007 VU360
- (742761) 2007 VX360
- (742762) 2007 VR361
- (742763) 2007 VD362
- (742764) 2007 VB363
- (742765) 2007 VR363
- (742766) 2007 VQ364
- (742767) 2007 VT369
- (742768) 2007 VB370
- (742769) 2007 VD370
- (742770) 2007 VU370
- (742771) 2007 VZ370
- (742772) 2007 VS372
- (742773) 2007 VD373
- (742774) 2007 VE373
- (742775) 2007 VA374
- (742776) 2007 VO374
- (742777) 2007 WG6
- (742778) 2007 WE9
- (742779) 2007 WO19
- (742780) 2007 WP21
- (742781) 2007 WK25
- (742782) 2007 WV37
- (742783) 2007 WP42
- (742784) 2007 WC43
- (742785) 2007 WU43
- (742786) 2007 WJ53
- (742787) 2007 WS53
- (742788) 2007 WJ59
- (742789) 2007 WP60
- (742790) 2007 WF62
- (742791) 2007 WO64
- (742792) 2007 WF65
- (742793) 2007 WU66
- (742794) 2007 WA67
- (742795) 2007 WE67
- (742796) 2007 WK67
- (742797) 2007 WX67
- (742798) 2007 WE69
- (742799) 2007 WF71
- (742800) 2007 WJ71
- (742801) 2007 XL7
- (742802) 2007 XG11
- (742803) 2007 XO12
- (742804) 2007 XM18
- (742805) 2007 XT22
- (742806) 2007 XX24
- (742807) 2007 XT32
- (742808) 2007 XB34
- (742809) 2007 XG35
- (742810) 2007 XQ39
- (742811) 2007 XO55
- (742812) 2007 XF56
- (742813) 2007 XV60
- (742814) 2007 XT61
- (742815) 2007 XY61
- (742816) 2007 XH62
- (742817) 2007 XT62
- (742818) 2007 XW62
- (742819) 2007 XO64
- (742820) 2007 XA65
- (742821) 2007 XS65
- (742822) 2007 XB66
- (742823) 2007 XB68
- (742824) 2007 XB70
- (742825) 2007 YU1
- (742826) 2007 YJ3
- (742827) 2007 YJ6
- (742828) 2007 YM6
- (742829) 2007 YR10
- (742830) 2007 YK15
- (742831) 2007 YJ19
- (742832) 2007 YL20
- (742833) 2007 YE23
- (742834) 2007 YZ24
- (742835) 2007 YW27
- (742836) 2007 YX29
- (742837) 2007 YA52
- (742838) 2007 YM57
- (742839) 2007 YJ58
- (742840) 2007 YC61
- (742841) 2007 YM61
- (742842) 2007 YA65
- (742843) 2007 YJ68
- (742844) 2007 YL69
- (742845) 2007 YT73
- (742846) 2007 YE78
- (742847) 2007 YB79
- (742848) 2007 YB80
- (742849) 2007 YJ81
- (742850) 2007 YE82
- (742851) 2007 YH82
- (742852) 2007 YT82
- (742853) 2007 YN83
- (742854) 2007 YZ83
- (742855) 2007 YA84
- (742856) 2007 YP84
- (742857) 2007 YT84
- (742858) 2007 YX84
- (742859) 2007 YE85
- (742860) 2007 YE87
- (742861) 2007 YJ87
- (742862) 2007 YT88
- (742863) 2007 YX89
- (742864) 2007 YX90
- (742865) 2007 YB91
- (742866) 2007 YK91
- (742867) 2007 YJ94
- (742868) 2007 YX95
- (742869) 2007 YJ97
- (742870) 2008 AC8
- (742871) 2008 AT8
- (742872) 2008 AF11
- (742873) 2008 AA17
- (742874) 2008 AZ19
- (742875) 2008 AD30
- (742876) 2008 AN36
- (742877) 2008 AP49
- (742878) 2008 AG51
- (742879) 2008 AU60
- (742880) 2008 AW61
- (742881) 2008 AW63
- (742882) 2008 AO77
- (742883) 2008 AR77
- (742884) 2008 AB82
- (742885) 2008 AU82
- (742886) 2008 AU87
- (742887) 2008 AR91
- (742888) 2008 AO92
- (742889) 2008 AZ93
- (742890) 2008 AD100
- (742891) 2008 AQ110
- (742892) 2008 AC111
- (742893) 2008 AG112
- (742894) 2008 AV116
- (742895) 2008 AW117
- (742896) 2008 AM120
- (742897) 2008 AU123
- (742898) 2008 AU134
- (742899) 2008 AN141
- (742900) 2008 AJ142
- (742901) 2008 AV142
- (742902) 2008 AC145
- (742903) 2008 AB147
- (742904) 2008 AD147
- (742905) 2008 AK147
- (742906) 2008 AV148
- (742907) 2008 AH150
- (742908) 2008 AU151
- (742909) 2008 AY151
- (742910) 2008 AY152
- (742911) 2008 AA153
- (742912) 2008 BV1
- (742913) 2008 BG2
- (742914) 2008 BY2
- (742915) 2008 BK6
- (742916) 2008 BS11
- (742917) 2008 BK18
- (742918) 2008 BD23
- (742919) 2008 BK31
- (742920) 2008 BT31
- (742921) 2008 BS34
- (742922) 2008 BC39
- (742923) 2008 BB41
- (742924) 2008 BH41
- (742925) 2008 BH45
- (742926) 2008 BS55
- (742927) 2008 BE56
- (742928) 2008 BF56
- (742929) 2008 BU56
- (742930) 2008 BW56
- (742931) 2008 BX56
- (742932) 2008 BN57
- (742933) 2008 BS58
- (742934) 2008 CV3
- (742935) 2008 CL6
- (742936) 2008 CL15
- (742937) 2008 CW23
- (742938) 2008 CY23
- (742939) 2008 CR29
- (742940) 2008 CT34
- (742941) 2008 CZ38
- (742942) 2008 CJ39
- (742943) 2008 CP42
- (742944) 2008 CQ54
- (742945) 2008 CN57
- (742946) 2008 CY57
- (742947) 2008 CA61
- (742948) 2008 CK61
- (742949) 2008 CL65
- (742950) 2008 CU65
- (742951) 2008 CP68
- (742952) 2008 CV68
- (742953) 2008 CV72
- (742954) 2008 CS74
- (742955) 2008 CD83
- (742956) 2008 CH84
- (742957) 2008 CW85
- (742958) 2008 CZ86
- (742959) 2008 CX90
- (742960) 2008 CE91
- (742961) 2008 CE92
- (742962) 2008 CN92
- (742963) 2008 CX101
- (742964) 2008 CO108
- (742965) 2008 CR111
- (742966) 2008 CQ123
- (742967) 2008 CH138
- (742968) 2008 CV158
- (742969) 2008 CT162
- (742970) 2008 CB166
- (742971) 2008 CQ168
- (742972) 2008 CB172
- (742973) 2008 CC182
- (742974) 2008 CP185
- (742975) 2008 CE186
- (742976) 2008 CC191
- (742977) 2008 CB201
- (742978) 2008 CR209
- (742979) 2008 CV211
- (742980) 2008 CW217
- (742981) 2008 CS219
- (742982) 2008 CP220
- (742983) 2008 CB221
- (742984) 2008 CL221
- (742985) 2008 CO221
- (742986) 2008 CV221
- (742987) 2008 CQ222
- (742988) 2008 CA223
- (742989) 2008 CC223
- (742990) 2008 CW223
- (742991) 2008 CN225
- (742992) 2008 CQ225
- (742993) 2008 CK227
- (742994) 2008 CR227
- (742995) 2008 CK228
- (742996) 2008 CO228
- (742997) 2008 CZ233
- (742998) 2008 CG248
- (742999) 2008 DM
- (743000) 2008 DZ1